# 蔡元放
蔡元放（？—18世纪），名奡，号七都梦夫、野云主人，秣陵（今江苏南京）人。
生卒年及生平皆不詳。乾隆年间改編《新列国志》为《东周列国志》，並加上注释。蔡元放亦修訂過《水浒后传》。